# 成见威胁

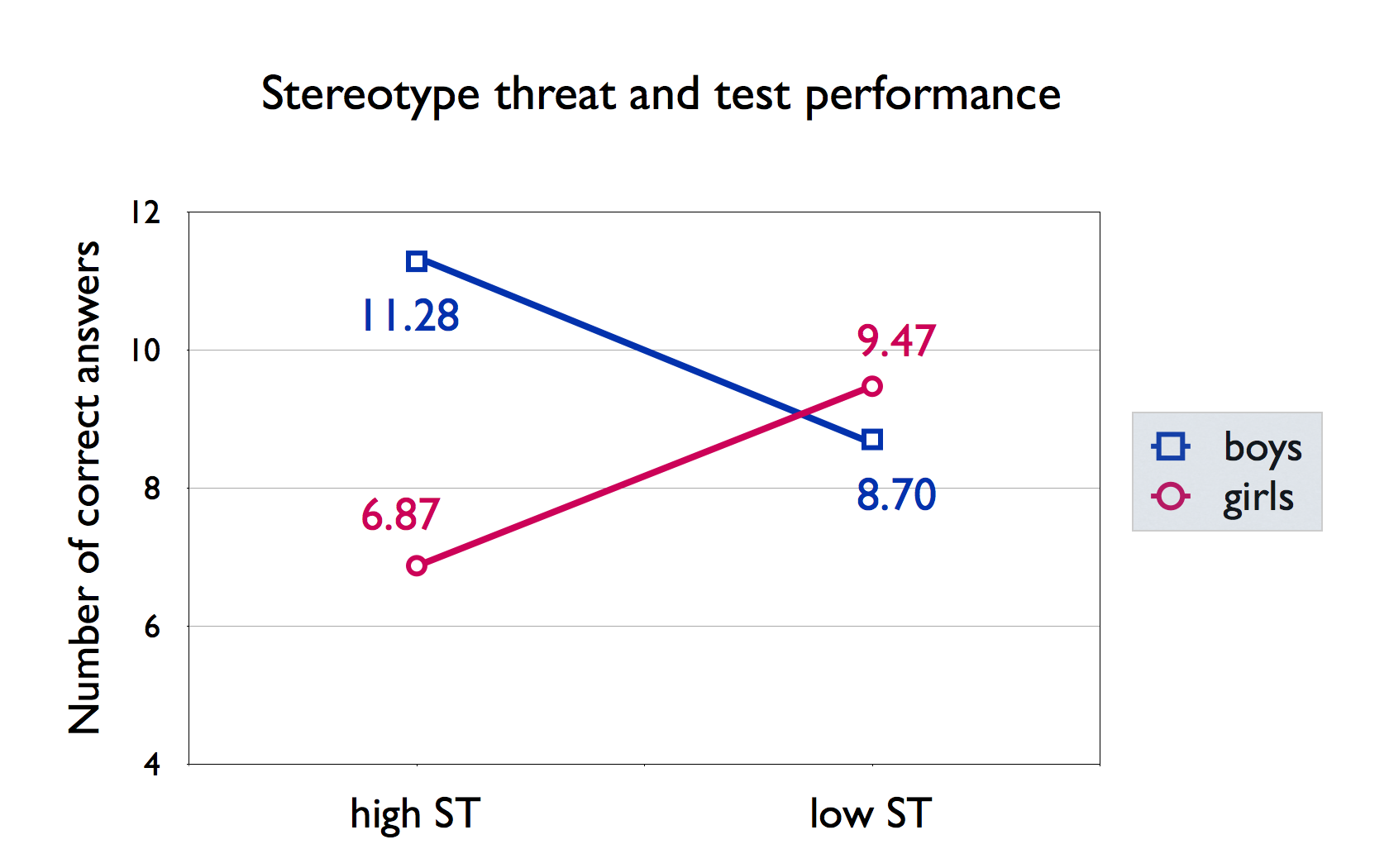
成見威脅（此處簡寫為ST者，其中high ST為成見威脅高的情況；low ST為成見威脅度低的情況；Number of correct answers是答對的題數；藍方塊是男生在兩種情境下各別的表現；紅圈圈是女生在兩種情境下各別的表現）對女生和男生數學分數造成的影響。資料取自奧斯玻恩（Osborne）（2007）。

成見威脅（英語：stereotype threat）是指一個人在某種環境裡，會擔憂或焦慮自己的行為，將會驗證那些對於自己所屬社會群體的負面刻板印象，而這種焦慮將會影響該人的表現，使得他的表現變差。成见威胁於1995年被引進至學術界上，從此成為社會心理學範疇上經常被目。

## 對表現的影響
有超過三百篇已出版的研究，都在多個領域裡發現了成見威脅對表現的影響。成見威脅是否會出現和任務是被貼上何種標籤有關。如果任務被貼上中性的標籤，那成見威脅就較不會出現；然而若測驗附有與既有成見相合的內容的話，那參與者就有可能會有較差的表現。像例如對西洋棋下棋者的研究顯示，若女性參與這被告知說對手是男性的話，她們的表現就會比預期的來得差；相反地，若女性參與這被告知對手是女性的話，其表現就會和依過去紀錄所預期的一致。被提醒說「女性在西洋棋方面的表現比男性差」這樣的刻板印象的女性參與者，其表現會較差。

### 引用
1. ↑  Osborne, Jason W. . Educational Psychology. 2007, 27 (1): 135–154. ISSN 0144-3410. doi:10.1080/01443410601069929.
2. ↑  Stroessner, Steve; Good, Catherine.  (PDF). dingo.sbs.arizona.edu. Reducing Stereotype Threat.org.   [6 March 2011]. （原始内容 (PDF)存档于2012-06-04）.
3. ↑  Maass, Anne; D'Ettole, Claudio; Cadinu, Mara. . European Journal of Social Psychology. 2008, 38 (2): 231–245. ISSN 0046-2772. doi:10.1002/ejsp.440.

## 延伸閲讀
- Inzlicht, Michael; Schmader, Toni. . Oxford University Press. 2011  [2020-12-12]. ISBN 9780199732449. （原始内容存档于2021-03-08）.
- Gladwell, Malcolm. . The New Yorker. 21 August 2000  [29 May 2011]. （原始内容存档于14 May 2011）.
- Walton, Gregory M.; Murphy, Mary C.; Ryan, Ann Marie. . Annual Review of Organizational Psychology and Organizational Behavior. April 2015, 2: 523–550. doi:10.1146/annurev-orgpsych-032414-111322.
- Pruysers, Scott; Blais, Julie. . Politics & Gender. June 2017, 13 (2): 232–252. doi:10.1017/S1743923X16000544.
- Spencer SJ, Logel C, Davies PG. . Annual Review of Psychology. January 2016, 67: 415–37. PMID 26361054. doi:10.1146/annurev-psych-073115-103235.

## 外部連結
- American Psychology Association statement: "Stereotype Threat Widens Achievement Gap" （页面存档备份，存于）
- "Understanding Stereotype Threat" （页面存档备份，存于） from University of California, Berkeley
- "Reducing Stereotype Threat" （页面存档备份，存于） from Washington University in St. Louis